# Trontano
Trontano (Truntan in dialetto ossolano) è un comune italiano di 1 663 abitanti della provincia del Verbano-Cusio-Ossola in Piemonte.
Dista 132 km da Milano, 46 km da Verbania e 6 km da Domodossola.

## Geografia fisica

### Territorio
Il comune è composto da numerose frazioni sparse sulla costa della montagna. Il centro abitato principale è collocato a 520 m s.l.m. sulla strada che da Domodossola va verso la Valle Vigezzo.
Il territorio comunale è attraversato dai seguenti corsi d'acqua: fiume Toce, rio Graglia, rio Mergologgio, rio Pelciatino, rio Ogliana, rio Porcelli, rio Lanca, rio Melezzo Occidentale.
I monti principali sono il Monte Togano ed il Monte Tignolino.

## Storia

### Simboli
Lo stemma e il gonfalone sono stati concessi con decreto del presidente della Repubblica del 29 luglio 1993.
Il gonfalone è un drappo interzato in fascia, il primo e il terzo di azzurro, il secondo di rosso.

## Monumenti e luoghi d'interesse

### Architetture religiose
- Chiesa della Natività di Maria, di origine antica, rimaneggiata una prima volta nel XVI secolo e nuovamente nei secoli successivi. Staccato dal corpo dell'edificio il campanile romanico risalente all'anno 1000.

### Aree naturali
Parte del territorio comunale è compreso nel Parco Nazionale della Val Grande.

## Società

### Evoluzione demografica
Abitanti censiti

## Infrastrutture e trasporti
Il comune di Trontano è servito dalle seguenti stazioni sulla linea Domodossola-Locarno:
- Stazione di Creggio
- Stazione di Trontano
- Stazione di Verigo
- Stazione di Marone

## Amministrazione
Di seguito è presentata una tabella relativa alle amministrazioni che si sono succedute in questo comune.
| Periodo        | Periodo        | Primo cittadino      | Partito                             | Carica  | Note  |
| -------------- | -------------- | -------------------- | ----------------------------------- | ------- | ----- |
| 24 aprile 1995 | 14 giugno 1999 | Pierleonardo Zaccheo | centro                              | Sindaco | [ 6 ] |
| 14 giugno 1999 | 14 giugno 2004 | Pierleonardo Zaccheo | lista civica                        | Sindaco | [ 6 ] |
| 14 giugno 2004 | 8 giugno 2009  | Filippo Cortella     | lista civica                        | Sindaco | [ 6 ] |
| 8 giugno 2009  | 26 maggio 2014 | Renzo Viscardi       | lista civica                        | Sindaco | [ 6 ] |
| 26 maggio 2014 | 27 maggio 2019 | Renzo Viscardi       | lista civica Insieme per migliorare | Sindaco | [ 6 ] |
| 27 maggio 2019 | in carica      | Renzo Viscardi       | lista civica Insieme per migliorare | Sindaco | [ 6 ] |

### Altre informazioni amministrative
Fa parte dell'Unione dei comuni montani Media Ossola.